# 푸른발얼가니새
푸른발얼가니새(Blue-footed Booby, 학명: Sula nebouxii, Sula nebouxii excisa)는 가다랭이잡이목 가다랭이잡이과로 분류되는 조류의 한 종류이다.

## 개요
갈라파고스 군도에 서식하는 3가지 가다랭이잡이과의 일종이다. 선명한 파란색 다리에서 이 이름이 붙여졌다. 구애 행동을 할 때 수컷이 다리를 번갈아 들어, 암컷의 주위를 맴돌며 춤을 춘다. 또, 현재는 둥지를 만들지 않지만, 과거에 만들어 있던 시절의 흔적이 남아있고, 작은 가지와 자갈을 상대에게 내미는 행동을 한다. 몸 길이는 80&nbsp이다.

## 형태
푸른발얼가니새는 평균 81 cm 길이에, 무게는 1.5 kg 정도가 나가며, 암컷이 수컷보다 약간 더 크다. 길고 뽀족한 갈색 날개와 쐐기형 꼬리를 가지고 있다. 푸른발얼가니새는 강하고, 두꺼운 목을 가지고 있다. 부비의 눈은 부리 양쪽에 위치해 있고, 앞으로 향해 있다. 이들은 뛰어난 양안시력을 가지고 있으며, 눈 색은 노란색이다. 수컷은 암컷 보다 눈동자에 더 짙은 황색을 띄고 있다. 이들은 영구히 닫힌 콧구멍을 가지고 있어서 다이빙에 특화되어 있으며, 숨은 그들의 입 구석으로 내쉬게 된다. 그들의 발은 옅은 청록색에서 진한 남청색을 띠고 있다. 수컷과 어린 새끼는 암컷보다는 가벼운 발을 가지고 있다.푸른발얼가니새의 푸른 발은 구애와 번식에서 중요한 역할을 한다.

## 분포와 서식지
푸른발얼가니새는 캘리포니아에서 남쪽으로 갈라파고스 제도,페루에 이르는 동태평양 대륙연안에 분포하는 해양조류이다.지구상에 서식하는 푸른발얼가니새 3/4이 갈라파고스에 서식한다.푸른발얼가니새가 유일하게 육지가 필요할 때는 새끼를 번식시키고 양육할 때이며, 이는 동태평양의 바위 해안을 따라 이루어진다.
푸른발얼가니새는 검은 용암의 작은 홈을 둥지로 사용하며 알을 낳기 몇 주 전, 둥지 하나를 선태하기 전까지 두세개의 둥지를 사용한다.이 둥지들은 얼가니새의 큰 군락의 일부이다.둥지를 틀고있는 동안 암컷 얼가니새는 하루 종일 태양을 마주하기 때문에 둥지는 배설물로 뒤덮인다.

### 출생지 이산(Natal dispersal)
암컷은 1세에서 6세 사이에 번식을 시작하는 반면, 수컷은 2세에서 6세 사이에 번식을 시작한다.이는 매우 제한된 출생지 이산이 발생한다.이는 첫 번식을 할 때 원래 출생 둥지로 부터 멀리 이동하지 않는 것을 의미하며 밀집된 군락에 수백 마리의 얼가니새가 모이게된다.제한된 출생지 이산의 이점은 부모의 둥지 근처에 머물며 고품질의 둥지를 가질 가능성이 더 높다는 것이다.그들의 부모가 새끼를 생식 연령까지 성공적으로 키웠기 때문에, 그들의 둥지 위치는 포식자와 기생충으로부터 보호하거나, 얼가니새가 비행을 시작하고 착지하기에 적합하다.이 종에서는 중혼이 관찰되며, 두 마리 암컷과 한 마리 수컷이 한 둥지를 공유하는 사례가 알려져 있다.

## 번식
푸른발얼가니새는 보통 한 번에 하나에서 세 개의 알을 낳는다. 이 종은 다른 많은 종들과 달리 알이나 개체가 동시에 태어나지 않고 각각 독립적으로 부화하는 비동기 부화(asynchronous hatching)를 한다. 이는 푸른발얼가니새 형제자매 간의 성장 불평등과 크기 격차를 초래하고, 식량 부족 시기에 선택적 형제자매 살해로 이어진다.

## 발 색소침착
푸른발얼가니새의 물갈퀴발의 푸른색은 정렬된 콜라겐 구조에서 비롯되며,이 콜라겐은 신선한 생선을 먹음으로써 얻은 카로티노이드 색소에 의해 변형된다.콜라겐은 피부가 파랗게 보이도록 배열되어 있으며, 기본 색상은 "자줏빛이 도는 고르고 균일한 파란색"이다. 이 색은 건강한 새들의 카로티노이드에 의해 아쿠아마린으로 변형된다.또한 카로티노이드는 푸른발얼가니새의 면역 기능을 자극하는 자극제 역할과 항산화제 역할을 하며, 이는 카로티노이드 색소가 중요한 역할을 함을 시사한다. 푸른 발은 또한 푸른발얼가니새의 현재 건강 상태를 나타낸다. 실험을 통해 48시간 동안 음식을 섭취하지 않은 얼가니새는 카로티노이드를 흡수하고 운반하는데 사용되는 지질(Lipid)과 지질단백질(Lipoprotein)의 양이 감소하여 발의 밝기가 감소한다는 것이 밝혀졌다.따라서 얼가니새의 발은 현재 영양 상태를 빠르고 신뢰성 있게 나타내는 지표이다. 푸른 발은 얼가니새의 면역학적 및 건강 상태를 신뢰성 있게 나타내는 신호이므로 착색은 성 선택(Sexual selection)을 통해 선호된다.

### 여성 선택
발의 밝기는 나이가 들수록 감소하기 때문에 암컷은 나이가 많은 수컷보다 더 높은 생식력과 더 큰 부계적 보살핌을 제공하는 능력을 가진 수컷과 짝짓기 하는 경향이 있다.

## 사냥과 먹이주기
푸른발얼가니새는 정어리, 멸치, 고등어, 날치과와 같은 작은 물고기떼를 잡아먹는 특화된 어류 포식자이다. 얼가니새는 또한 살오징어목과 부속 고기도 먹는다.푸른발얼가니새는 먹이를 사냥하기 위해 바다 속으로 잠수하며, 때로는 높은 곳에서도 사냥을 한다. 푸른발얼가니새가 사냥을 할 때 단독으로, 쌍으로, 또는 약 12마리씩 큰 무리를 지어 작은 물고기 떼가 많은 수역으로 이동하여 사냥을 한다.이때 선두에 선 얼가니새가 물속에서 물고기 떼를 발견하면 나머지 무리에게 신호를 보낸다. 그러면 모두 일제히 물속으로 뛰어들어 화살처럼 몸을 아래로 향하게하여 사냥을 시작한다.이렇게 사냥한 물고기를 푸른발얼가니새의 어린 새끼에게 먹이를 줄 때에는 역류를 통해 먹이를 준다.

## 다이빙
푸른발얼가니새들은 다이빙을 10-30.5 m (33-100 ft)의 높이에서 최대 100 m (330 ft)까지 할 수 있다. 또한 97 km/h (27 m/s)의 물에 부딪혀 수면 아래 25 m(80 ft)의 깊이까지 갈 수 있다. 푸른발얼가니새들의 두개골에는 엄청난 압력으로부터 뇌를 보호하는 특별한 공기주머니가 있다.

## 사진

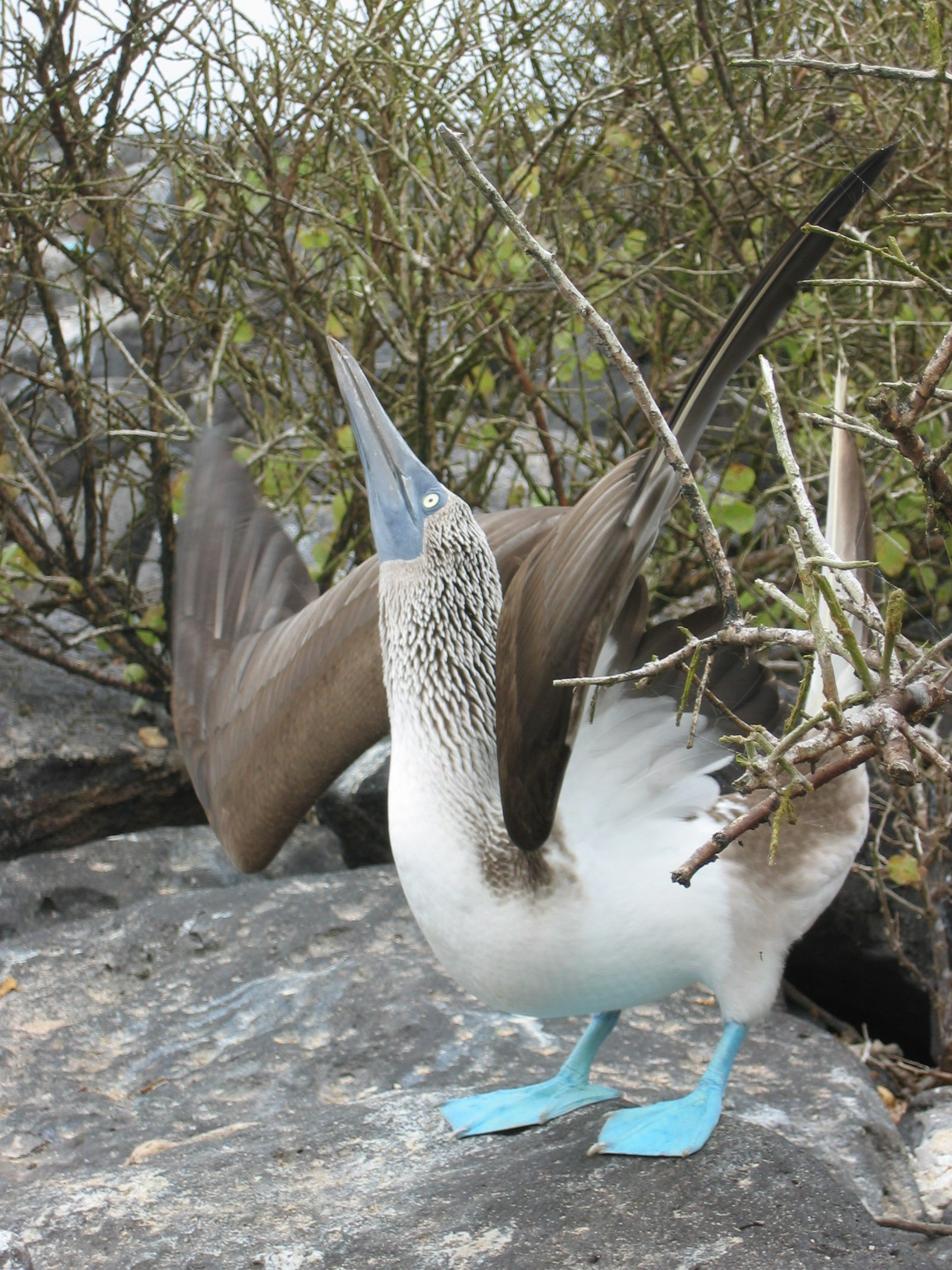
수컷의 구애
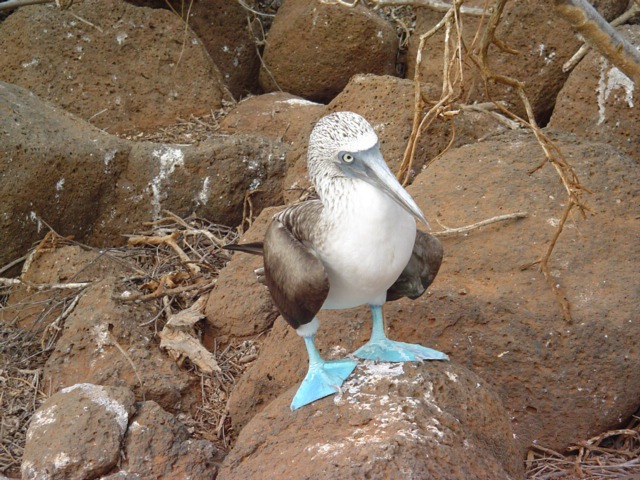
씨모어 섬의 푸른발 부비
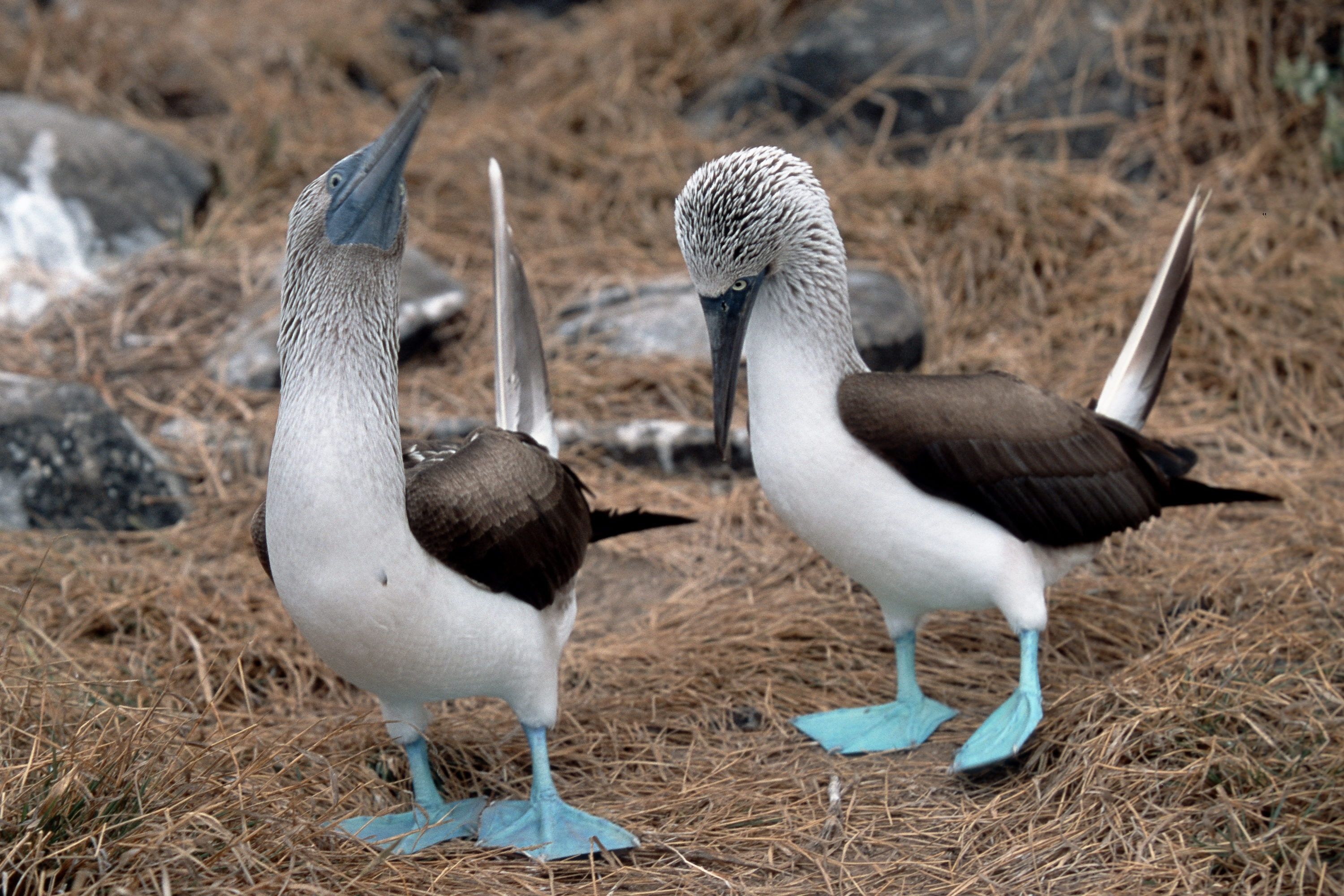
에스빠뇰라 섬에서
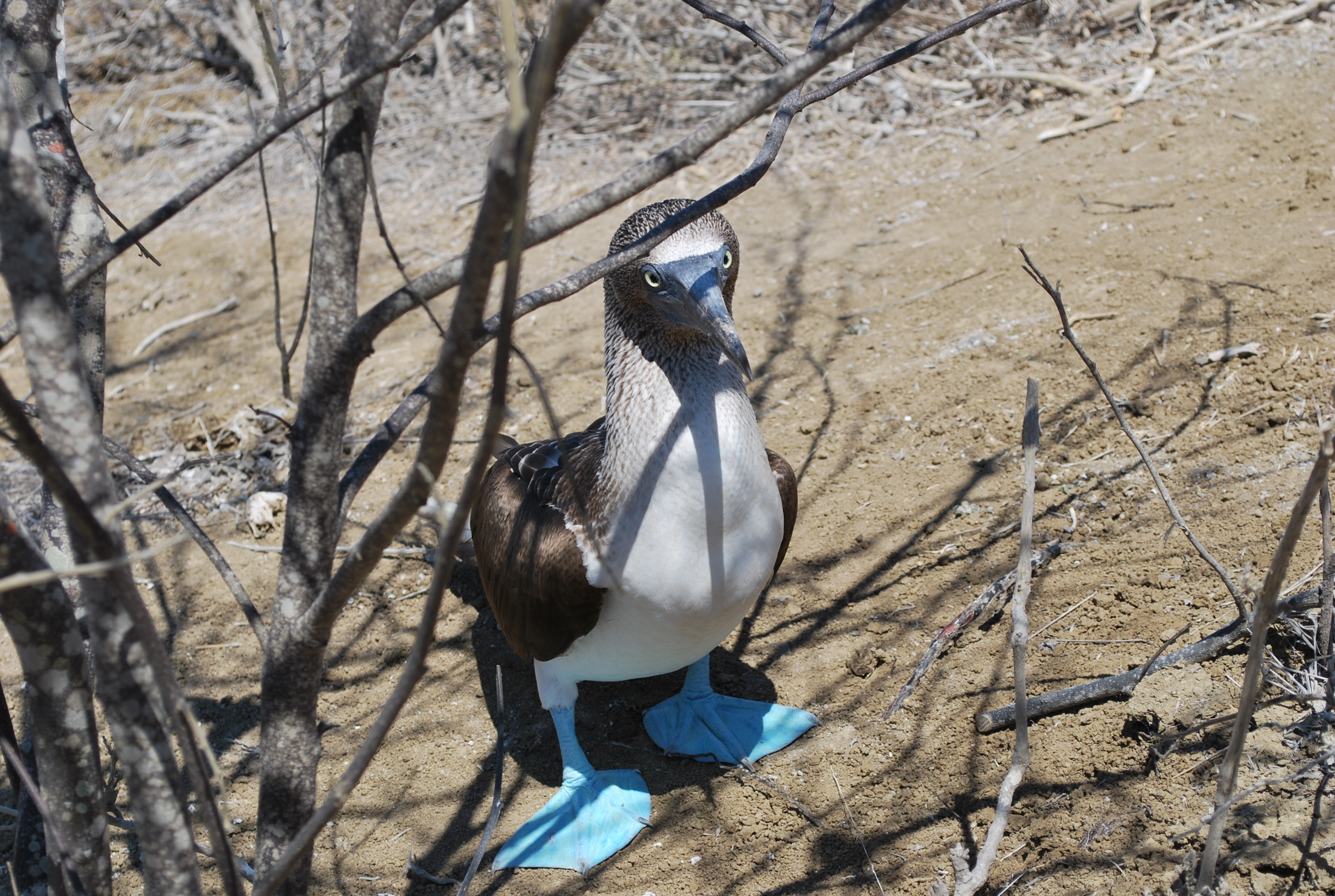
플라타 섬
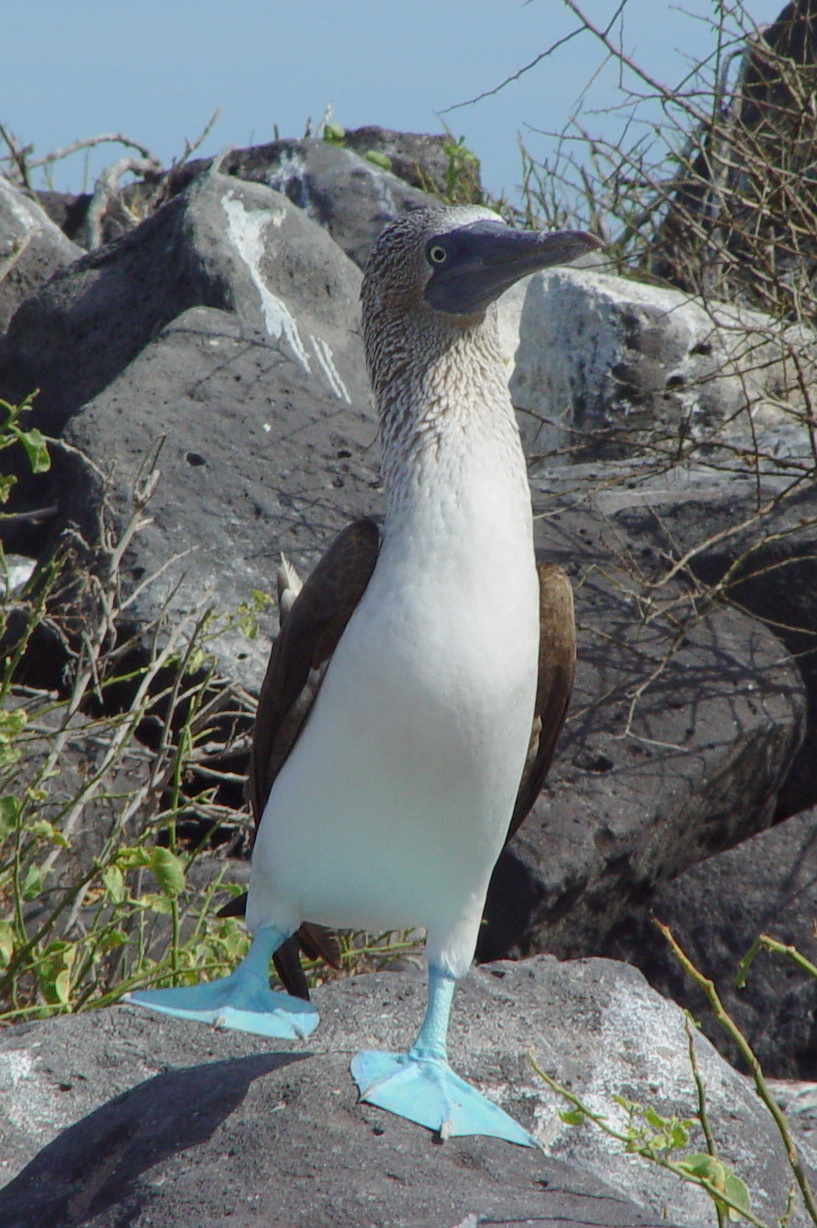
다리를 올리는 모습
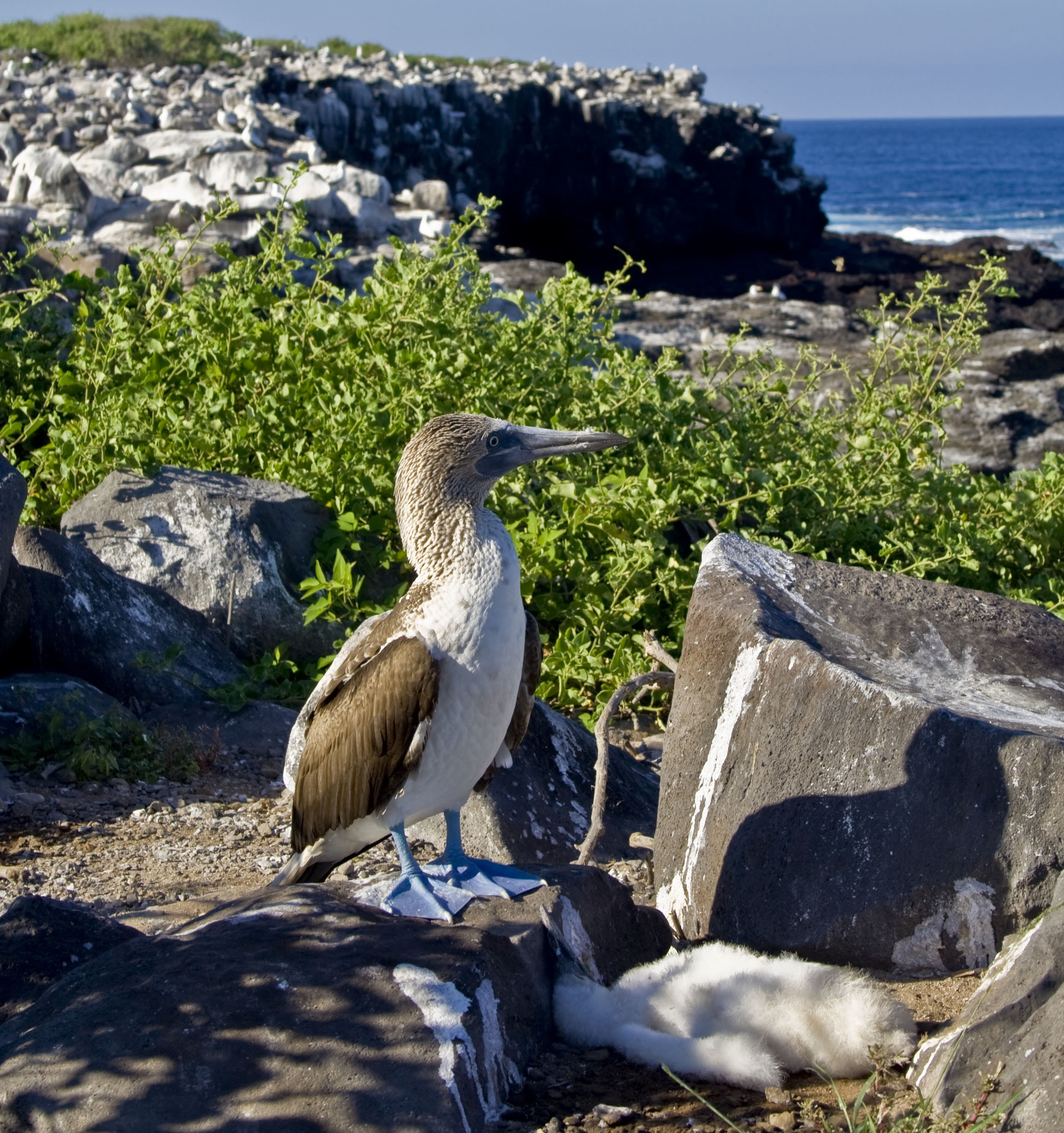
갈라파고스 제도의 얼가니새
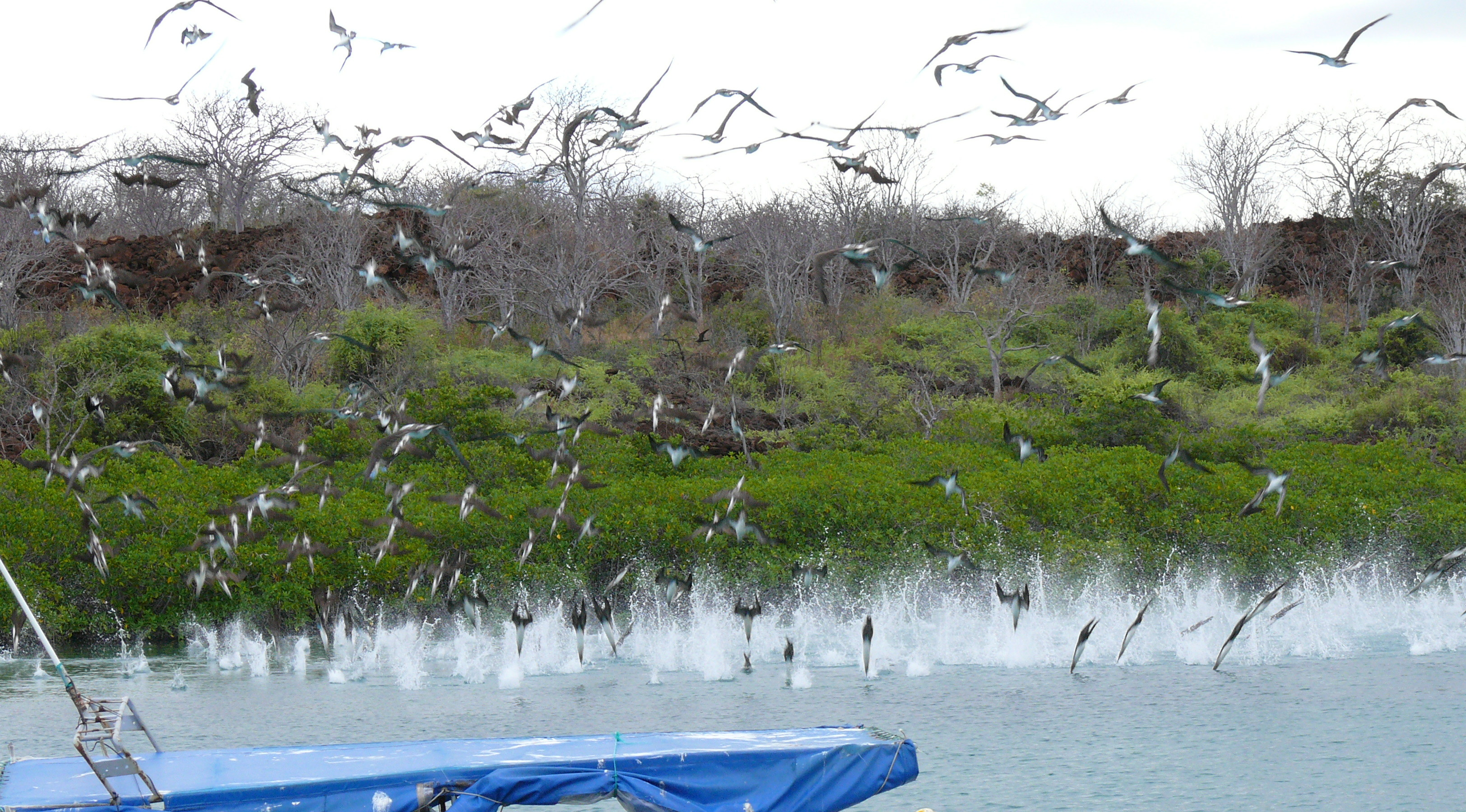
푸른발얼가니새가 먹이를 찾아 다이빙하는 모습
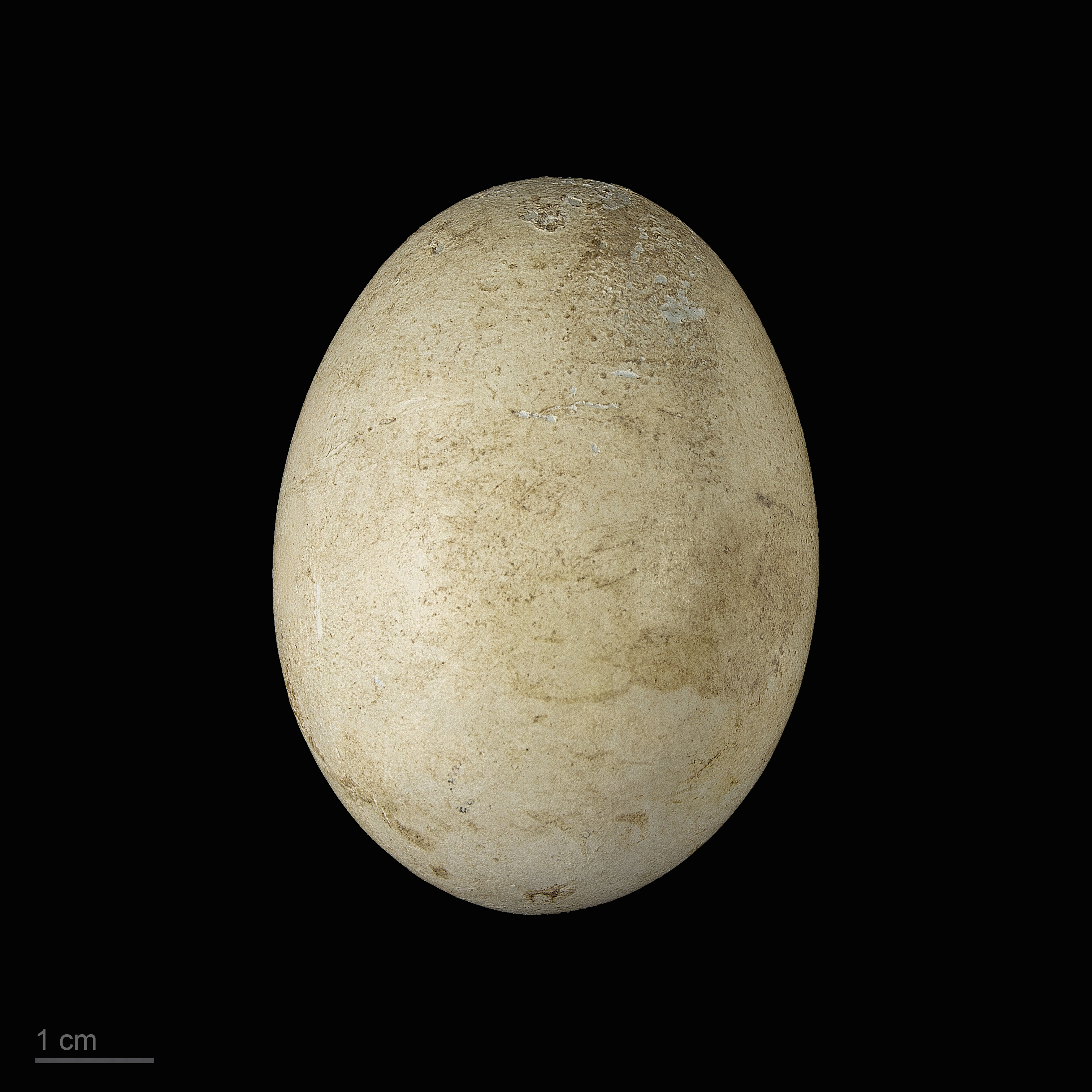
Museum specimen